# Komsomolsk-na-Pieczorie
Komsomolsk-na-Pieczorie (ros. Комсомольск-на-Печоре) – osiedle w Rosji, w Republice Komi, w rejonie troicko-pieczorskim. W 2010 liczyło 933 mieszkańców.